# Aiman Anwer
Aiman Anwer (Urdu ایمن انور; * 14. September 1991 in Karachi, Pakistan) ist eine pakistanische Cricketspielerin, die seit 2014 für die pakistanische Nationalmannschaft spielt.

## Kindheit und Ausbildung
Anwar wurde früh durch ihren Bruder motiviert, Cricket zu spielen. In der Jugend gab sie das Cricketspiel auf, um sich auf die Schule zu konzentrieren, bis ihr Vater sie zu Trials anmeldete. So begann sie nach einer mehrjährigen Pause wieder mit dem Cricket. Unter anderem spielte sie seitdem für Karachi.

## Aktive Karriere
Ihr Debüt in der Nationalmannschaft gab sie im WTwenty20-Cricket im Juli 2016 bei der Tour in England. Im Februar 2017 absolvierte sie ihr erstes WODI beim Women’s Cricket World Cup Qualifier 2017 gegen Bangladesch. In der Folge fand sie vorwiegend im WTwenty20-Spielen Einsatz und war Teil des Teams bei der ICC Women’s World Twenty20 2018. Beim ICC Women’s T20 World Cup 2020 konnte sie gegen England 3 Wickets für 30 Runs erzielen. Im Januar 2022 wurde sie für den Women’s Cricket World Cup 2022 nominiert, bei dem sie ein Spiel bestritt. Bei den Commonwealth Games 2022 spielte sie ebenfalls ein Spiel. Sie verblieb im WTwenty20-Team konnte jedoch beim ICC Women’s T20 World Cup 2023 in drei Spielen kein Wicket erreichen.